# زلزال رويتشانغ 2005
زلزال رويتشانغ 2005 هو زلزالٌ وقعَ في رويتشانغ ‏ في الصين بتاريخ 28 نوفمبر 2005.